# Laurens Hammond
Laurens Hammond (Evanston, 11 januari 1895 - Cornwall (Connecticut), 3 juli 1973) was een Amerikaans ingenieur en uitvinder. Zijn bekendste uitvindingen zijn het toonwielorgel (algemeen bekend als hammondorgel) en de Hammondklok.

## Biografie

### Jeugd
Laurens Hammond werd geboren in Evanston in de staat Illinois. Hij toonde zijn grote technische vaardigheid al van jongs af aan. In 1898 benam zijn vader, Willem Andrew, zich het leven, zogenaamd vanwege de werkdruk van de First National Bank, die hij zelf had opgericht. Na de dood van haar echtgenoot verhuisde Idea Louise Strong Hammond samen met Laurens naar Frankrijk om daar verder te studeren. Het was tijdens hun verblijf in Frankrijk, dat Laurens aan zijn eerste uitvindingen begon te werken.

### Eerste uitvindingen
Toen Laurens 14 jaar was, en al vloeiend Frans en Duits sprak, verhuisde de familie terug naar Evanston. Hij had toen al een systeem ontwikkeld voor een automatische versnellingsbak voor auto's. Op aandringen van zijn moeder stelde hij zijn ontwerpen voor aan de ingenieurs van de Franse autofabrikant Renault. Zijn ontwerp werd afgewezen.

### Universiteit
Laurens studeerde werktuigbouwkunde aan de Cornell-universiteit en was lid van de Delta Upsilon-broederschap. Toen hij in 1916 afstudeerde was de Eerste Wereldoorlog volop aan de gang. Hij meldde zich aan bij de Amerikaanse Interventie-eenheid in Frankrijk.

### Uitvindingen
Na zijn militaire dienst verhuisde hij naar Detroit waar hij hoofdingenieur werd bij de Gray Motor Company, een fabrikant van scheepsmotoren. In 1919 vond hij een stille veer-aangedreven klok uit. Deze uitvinding bracht genoeg geld op om Gray Motor Company te verlaten en zijn eigen kamer in New York te huren.
Hammond vond in 1922 het Teleview-systeem uit met speciale gesynchroniseerde sluiterkijkers voor 3D-films. Nog datzelfde jaar wordt de film Radio-Mania gemaakt. In december werd Hammonds eerste show vertoond in het Selwyn Theater te New York. Het was een groot succes, maar dat duurde niet lang doordat de kostprijs van de dure machines het succes de das omdeed.
Zes jaar later, in 1928, richtte hij zijn eigen bedrijf op dat de naam Hammond Clock Company kreeg. Hij deed dit nadat Telechrons, een bedrijf van Henry Warren, een klok uitvond die aangedreven werd door een synchrone motor. In de vroege jaren 30 raakte zijn bedrijf in financiële moeilijkheden. Hammond probeerde zijn bedrijf overeind te houden door een aantal andere uitvindingen, zoals een elektrisch gestuurde bridge-tafel (1932) en, iets later, zijn befaamde orgel.
In 1933 kocht Hammond een tweedehands piano die hij volledig ontleedde. Het pianoklavier gebruikte hij als een controller waarmee hij in staat was te experimenteren met welke methode de beste klank geproduceerd kon worden. Dit leverde de tonewheelgenerator op. Assistent-penningmeester van het bedrijf, W.L. Lahey, was organist in de nabijgelegen St. Christopher's Episcopal Church. Tijdens het ontwerpen overlegde Hammond met hem en vroeg hij feedback over de kwaliteit van het geluid van zijn nieuwe instrument. Toen zijn orgel in productie ging, was de tonewheelgenerator uitzonderlijk goed geconstrueerd. Het aantal tonewheel-orgels dat nog steeds in gebruik is bewijst de kwaliteit van het oorspronkelijke ontwerp. Op 19 januari 1934 diende Hammond zijn octrooi in. Door de Grote Depressie was er heel veel werkloosheid. Het octrooienkantoor stuurde meteen een subsidieaanvraag om banen te creëren.

### Leger
De Tweede Wereldoorlog gaf Hammond de kans om zijn technische vaardigheid te tonen. Hij hielp mee aan het ontwerp voor de controllers van een geleide raket. Ook kreeg hij octrooien voor infrarood- en lichtsensoren voor bombegeleiding, glijdende bomcontrollers, een camerasluiter en een nieuw type gyroscoop. De glijdende bom was de voorloper van de geleide raketten van vandaag die te vinden zijn in nucleaire onderzeeërs.

### Pensioen
Hammond gaf zijn baan als voorzitter van zijn bedrijf op in 1955. Dit gaf hem meer tijd om nieuwe ideeën te ontwikkelen en onderzoeken. Op 12 februari 1960, toen hij 65 jaar was, ging hij volledig met pensioen. Op dat moment had hij al 90 patenten. In de periode tussen zijn pensioen en zijn dood zouden er nog 20 patenten bij komen.
Toen Laurens Hammond overleed, waren er meer dan eenendertig fabrikanten van elektrische of elektronische orgels. Dit aantal zou nog stijgen door de grote vraag naar orgels eind jaren 1970.

## Referentie
1. ↑  https://web.archive.org/web/20101202033814/http://uv201.com/Clock_Pages/Hammond/bridge_table.htm Bridge-tafel